# الزيادية
الزيادية قرية في ناحية عين الشرقية التابعة لمنطقة جبلة في محافظة اللاذقية. بلغ عدد سكانها 834 نسمة عام 2004.